# Symplocos
Symplocos és un gènere de plantes amb flors que conté unes 250 espècies. Són plantes natives d'àsia, Austràlia i Amèrica però fins al Plistocè mitjà també ocupaven el nord-oest de la regió mediterrània incloent els Països Catalans

## Algunes espècies
- S. austromexicana - arbust caducifoli endèmic d'Oaxaca, Mèxic
- S. bauerlenii - Austràlia
- S. candelabrum - Illa de Lord Howe
- S. coreana - Japó i Corea
- S. glauca -
- S. lancifolia -
- S. lucida -
- S. myrtacea -
- S. paniculata (sapphireberry) -
- S. prunifolia -
- S. racemosa -
- S. stawelli -
- S. tanakae -
- S. theophrastaefolia -
- S. thwaitesii -
- S. tinctoria Estats Units